# Severin Nilson

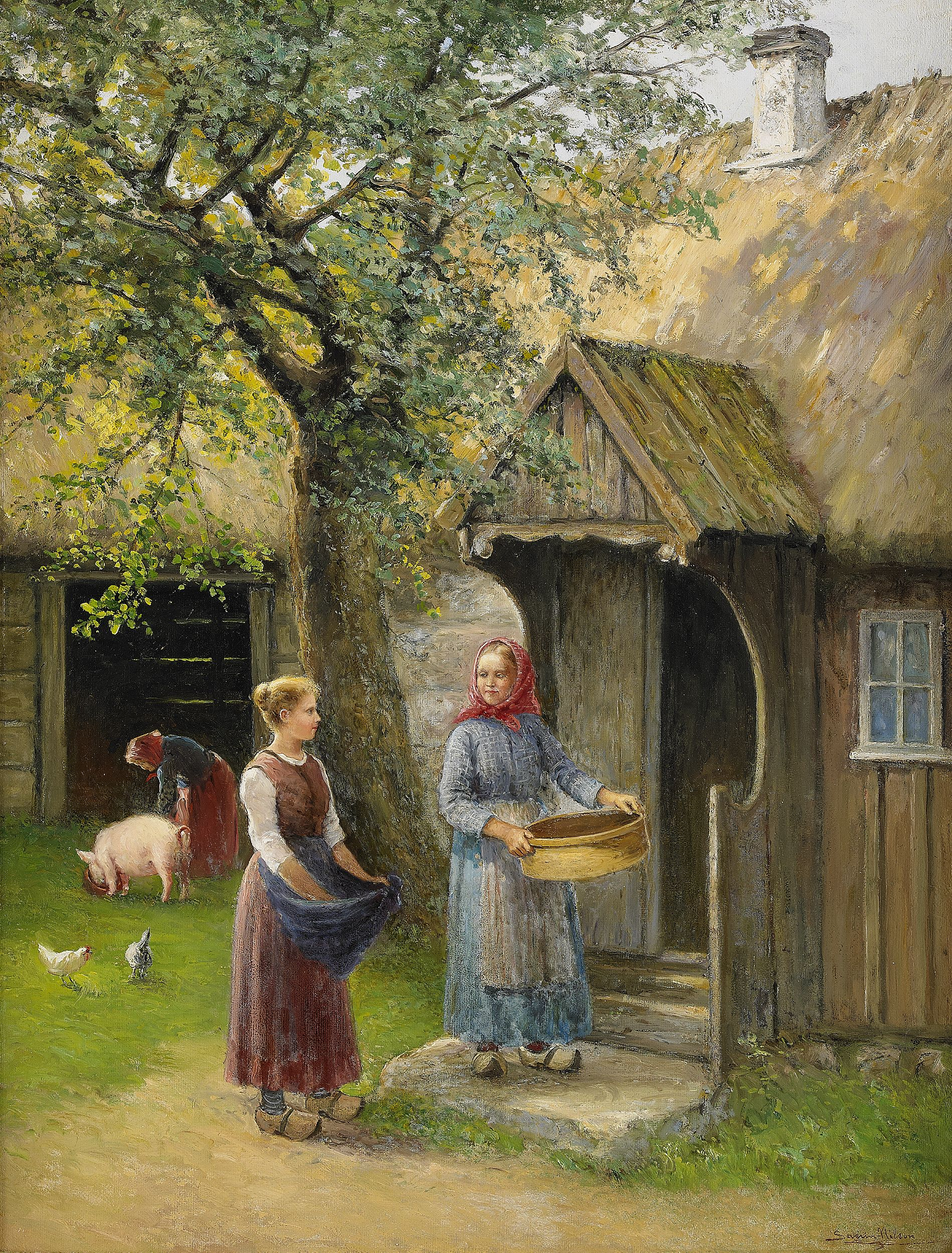
Gårdsidyll

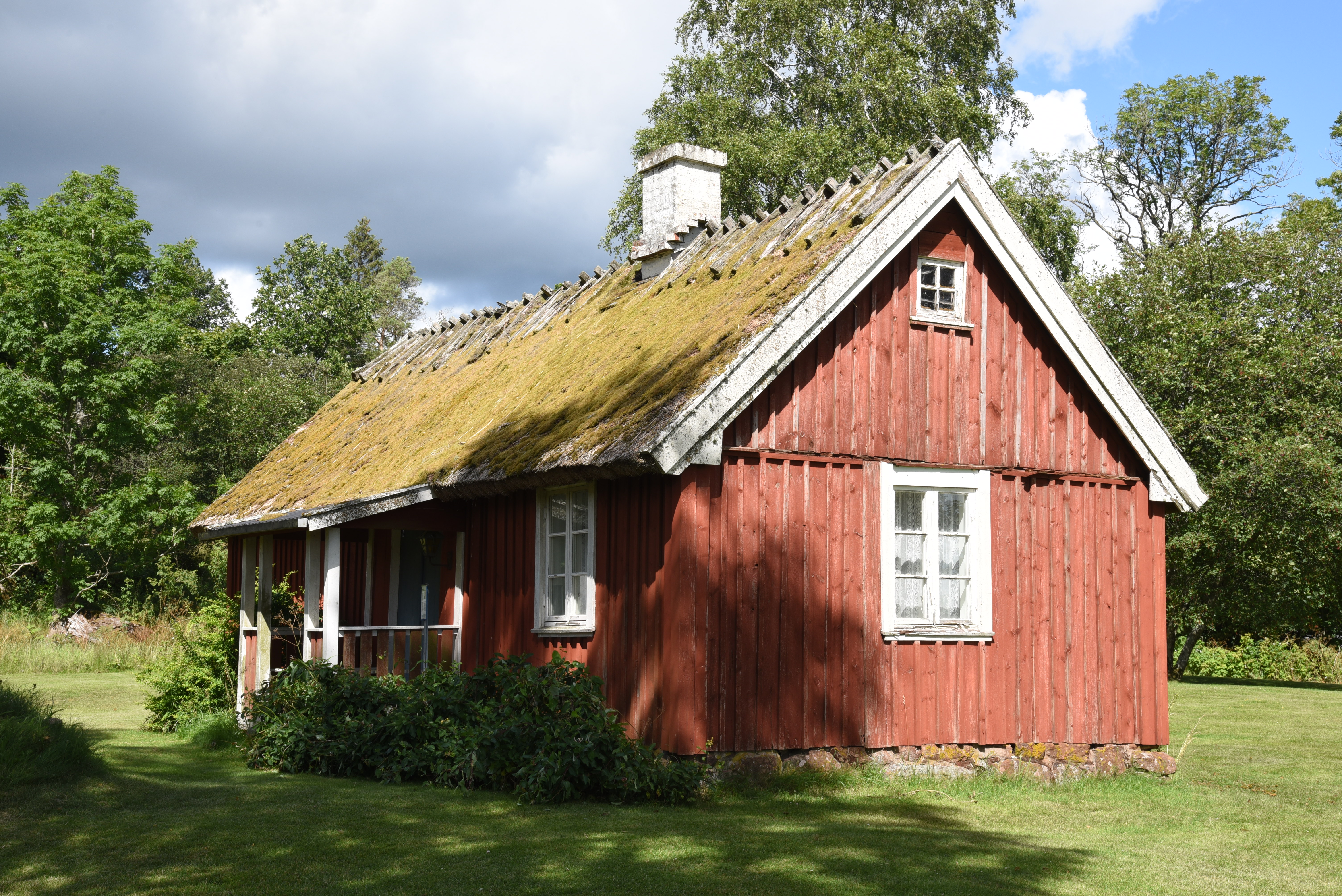
Severin Nilsons ateljéstuga och födelsehem i Asige.

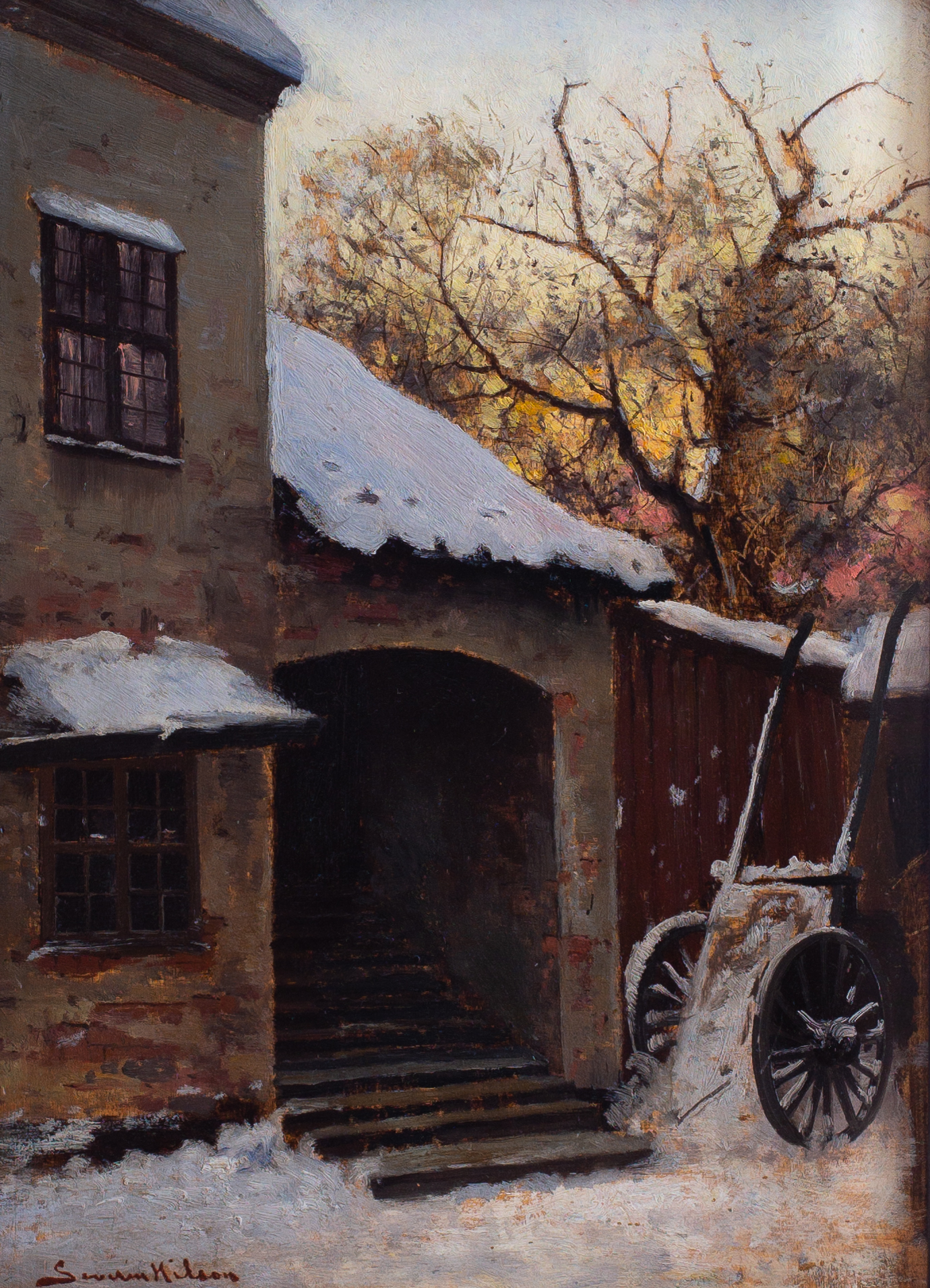
Södermalm bakgård om vintern, med kyrka i bakgrunden (möjligen Katarina kyrka)

Johan Severin Nilson, född 14 januari 1846 i Asige socken i Halland, död 24 november 1918 i Stockholm, var målare, tecknare och fotograf.
Severin Nilsson utbildade sig vid Konstakademien i Stockholm 1865–1871 och studerade också för Léon Bonnat i Paris under tre år.
Efter akademistudierna målade han porträtt. Därefter målade han landskap och utförde även historie- och genremålningar, ofta med barnmotiv och vuxna med sysslor. Severin var produktiv och efterlämnade en stor och skiftande produktion. Han deltog i ett flertal utställningar och var medlem av Konstnärsklubben i Stockholm och Svenska konstnärernas förening. Han var även en av de första svenska dokumentärfotograferna i en realistisk tradition. Inspirerad av Artur Hazelius utförde han fotografiska studier av folklivet, framför allt i byn Asige i Halland, där han var född. Nilsson finns representerad vid bland annat Nationalmuseum i Stockholm, Norrköpings konstmuseum  Kalmar konstmuseum  och Hallands konstmuseum. Han är begravd på Asige kyrkogård.
Severin Nilson gjorde sig även känd som fotograf. Hos Bonnat hade han lärt sig använda fotografier som förlagor till målningar, och hade en kamera med sig när han återvände från Frankrike. Här började han även använda kameran för dokumentation i södra Halland, och fick stöd av Artur Hazelius i sitt arbete med att dokumentera gamla kulturmiljöer och kyrkor. Han var medlem av Fotografiska Föreningen och deltog i dess utställningar där han tilldelades hedersdiplom. Han tog även fotografierna som användes som illustrationer i resehandboken Från Vesterhavet till Dalarne som utkom 1898. Han utförde även illustrationerna till August Bondesons artikel om Halland i Vårt land 1888, här dock i form av xylografier med fotografier som förlaga. Flera tusen av Severin Nilsons glasplåtar är bevarade. En del finns på Nordiska museet, andra på Varbergs museum och några på Fotografiska museet. Många har dock gått förlorade, huvuddelen av de bevarade räddades från att köras till soptippen sedan Severin Nilsons sonhustru avlidit.

## Galleri

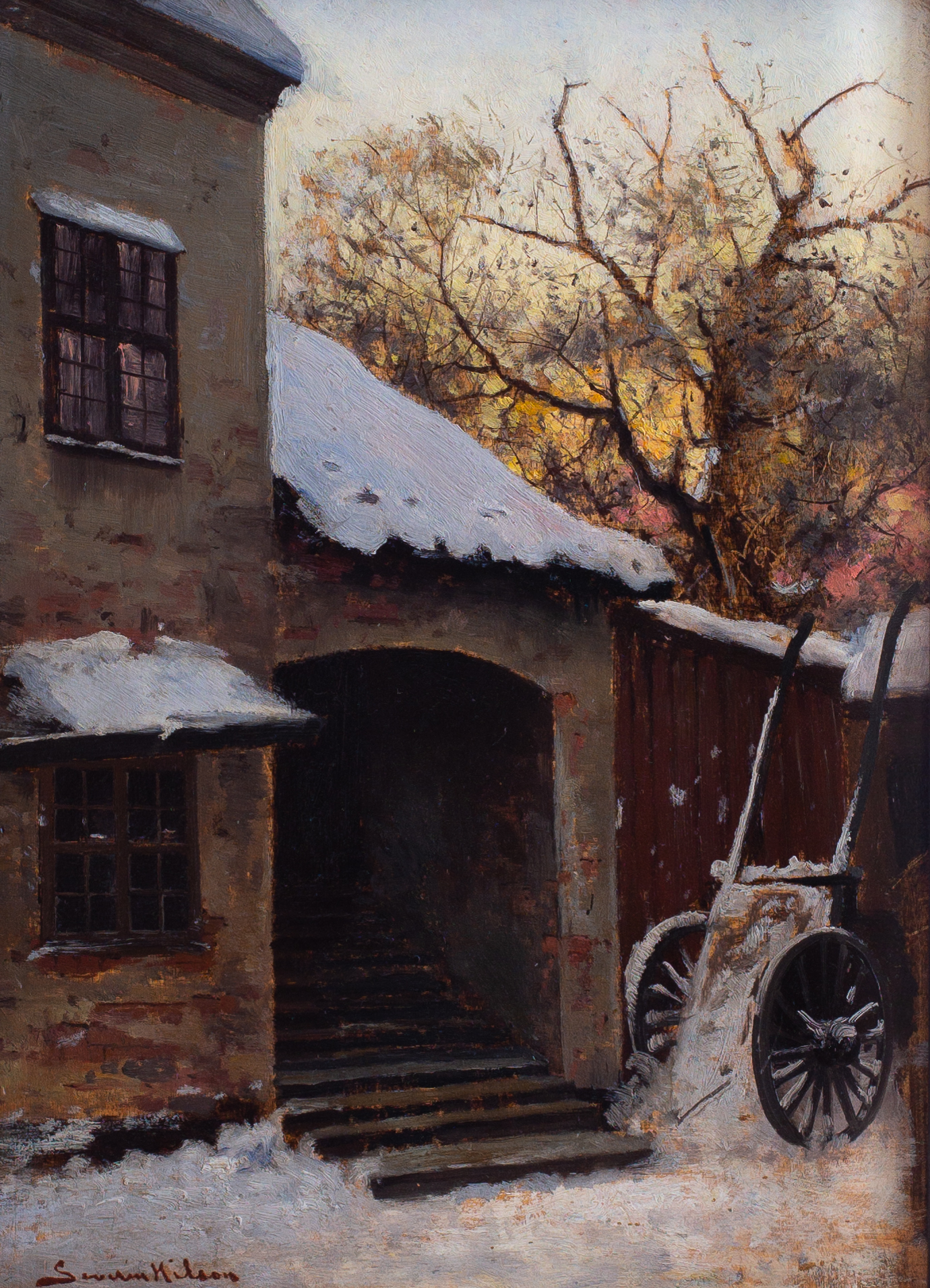
Södermalm bakgård om vintern, troligen Katarina kyrka i bakgrunden.
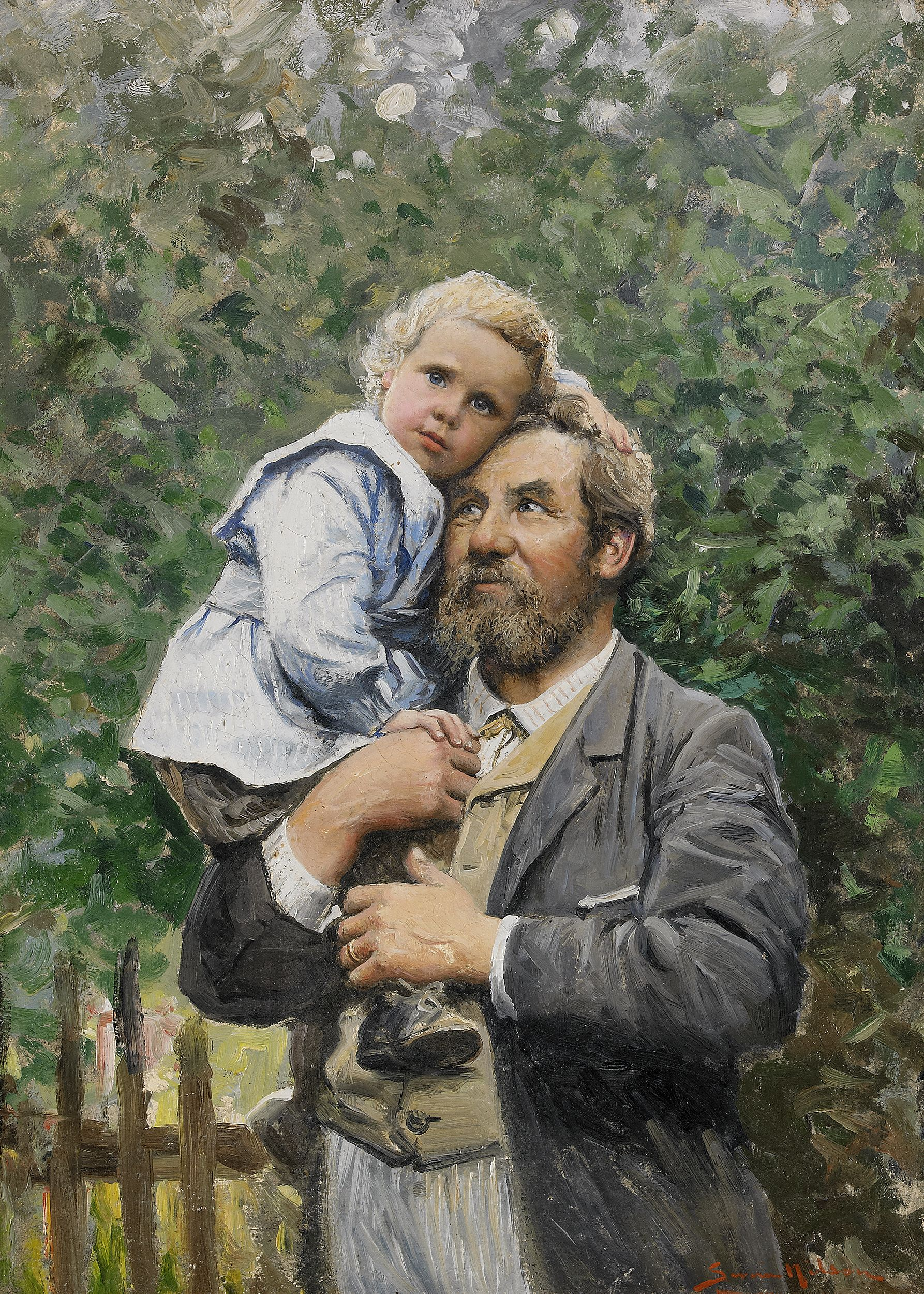
I pappas famn
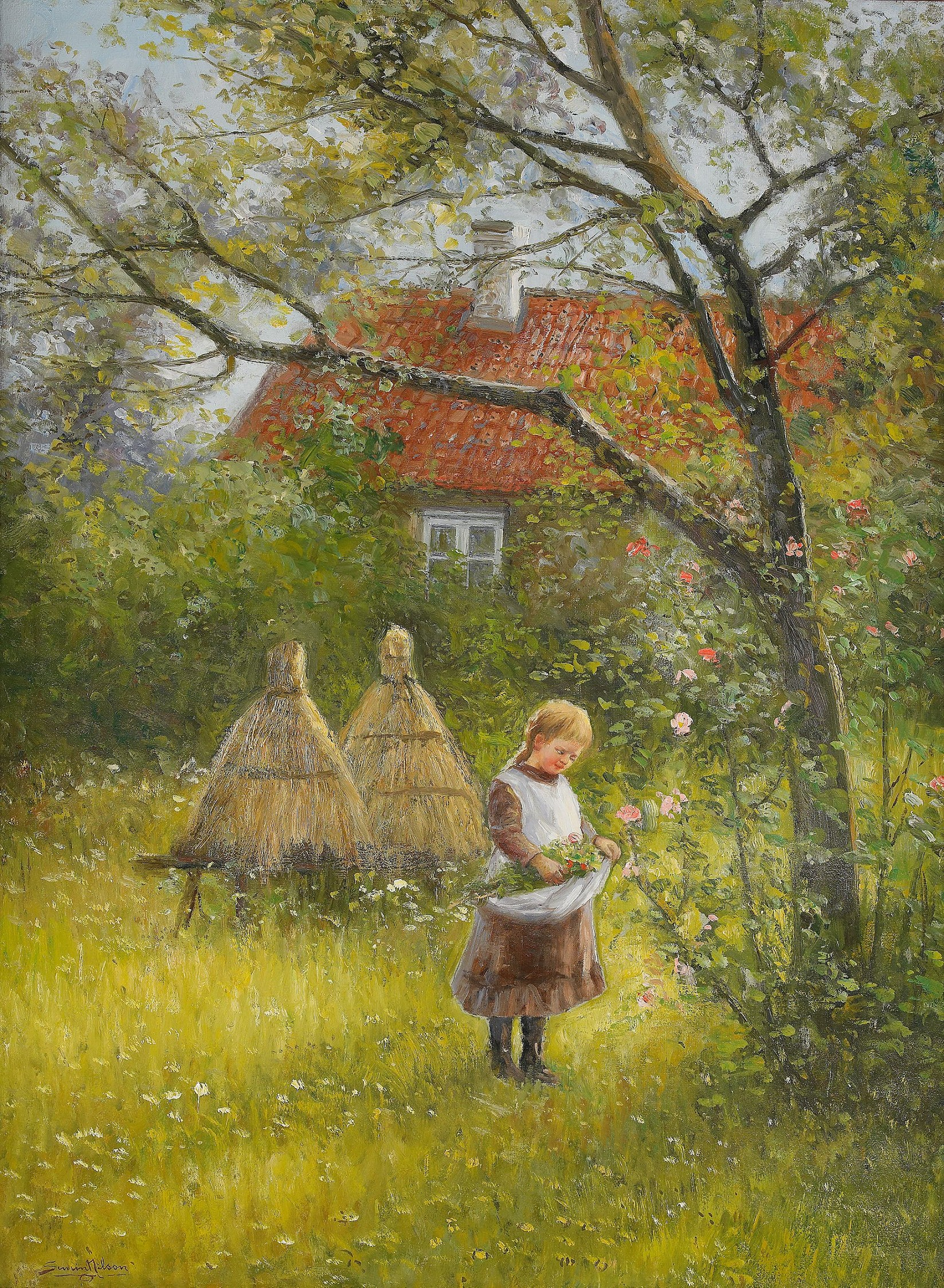
Lillan i trädgården
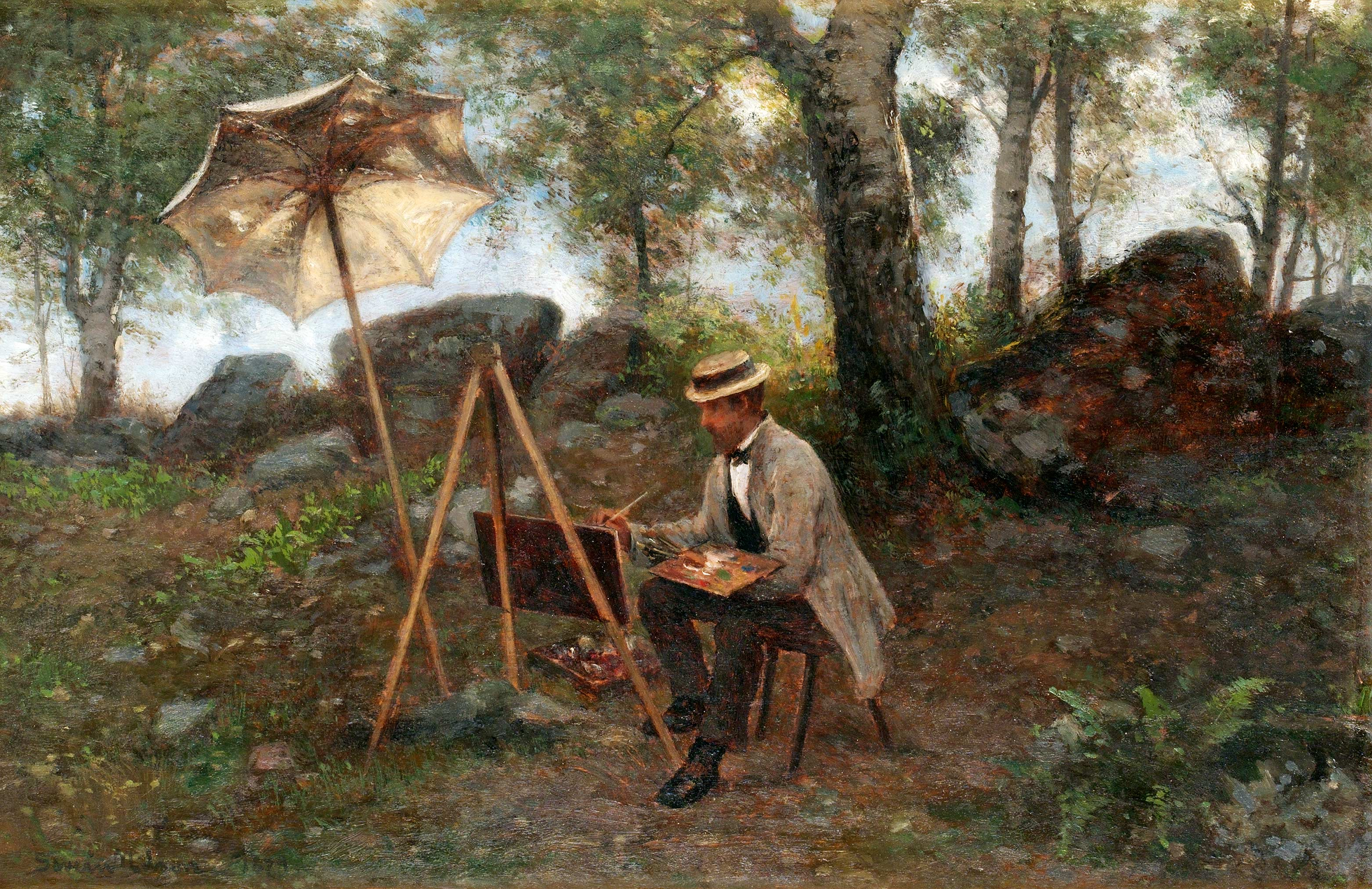
Friluftsmålaren
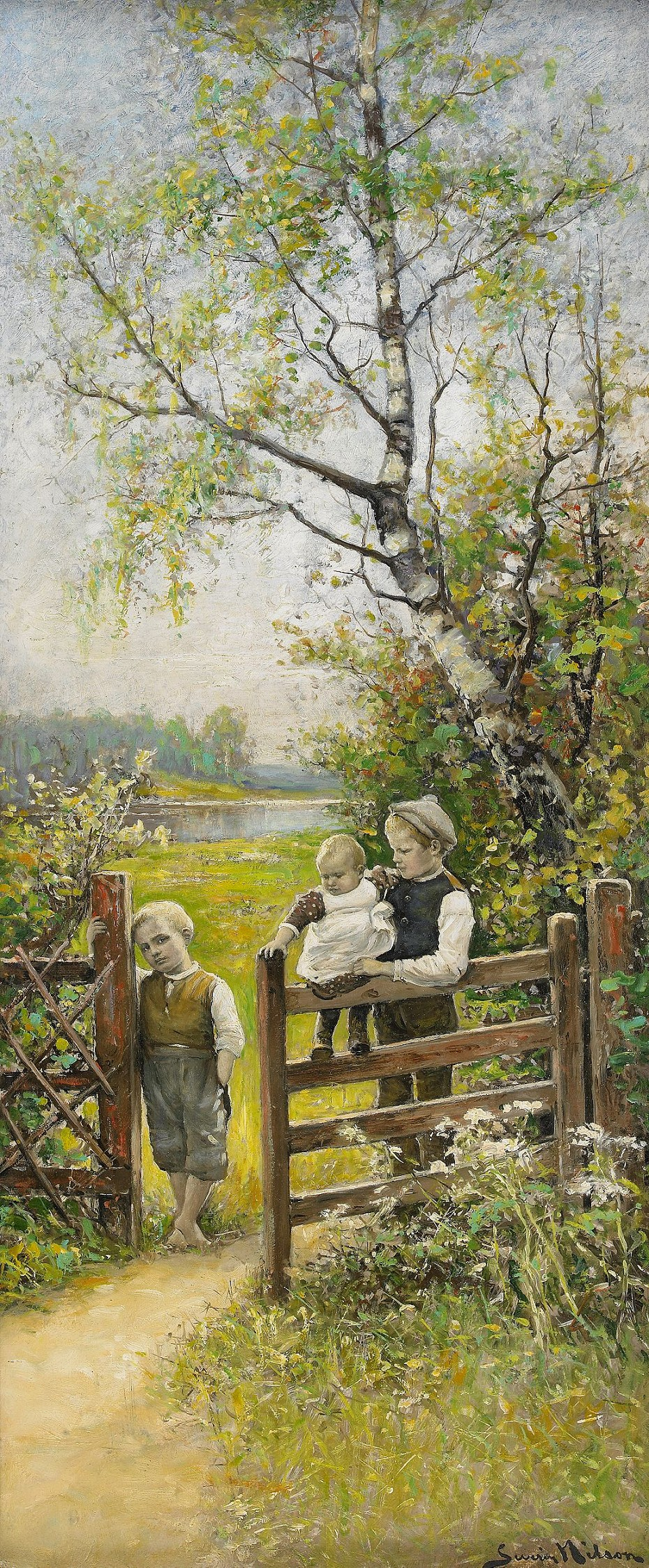
Sommarlandskap med barn vid grind
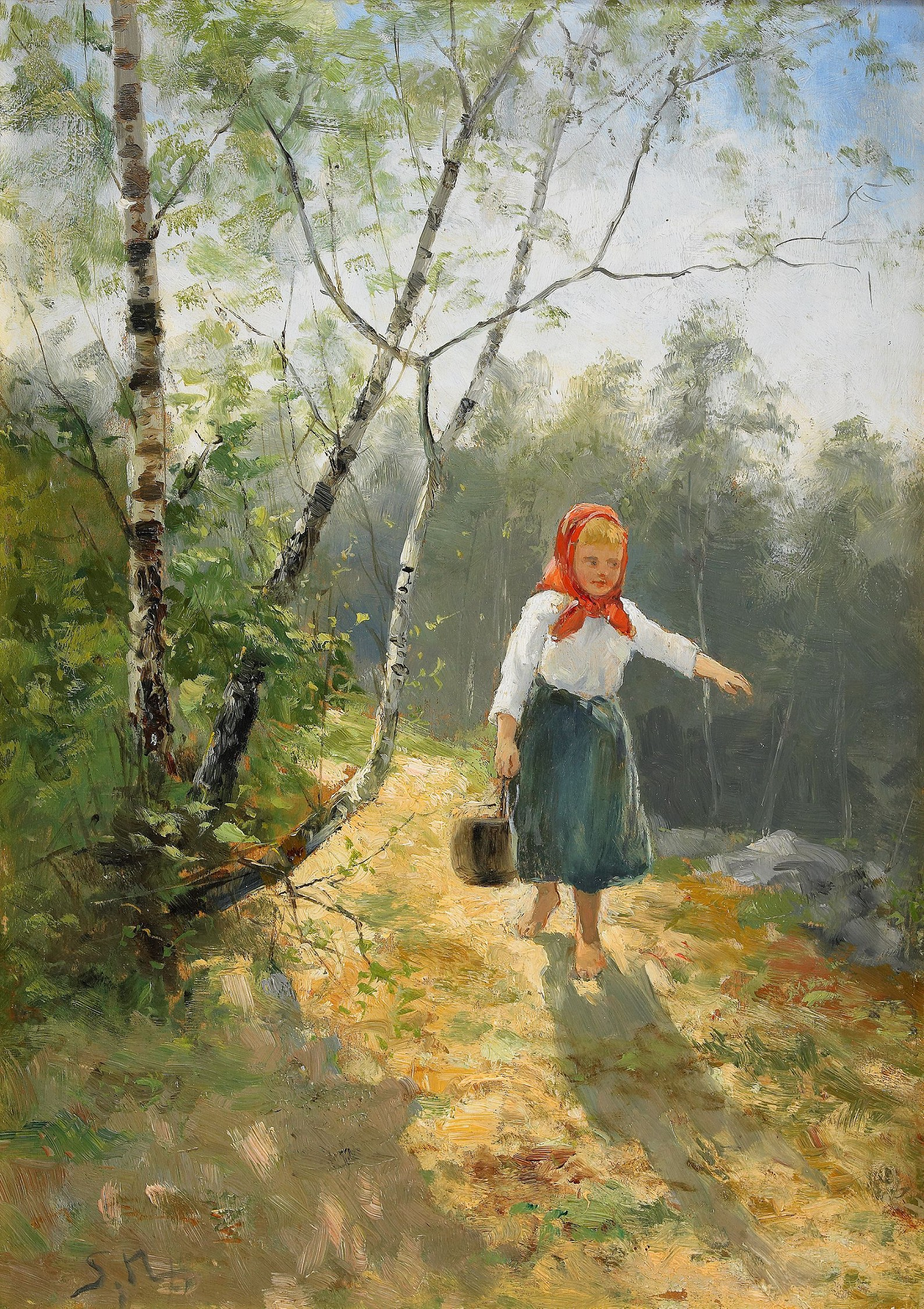
Liten hallandsflicka
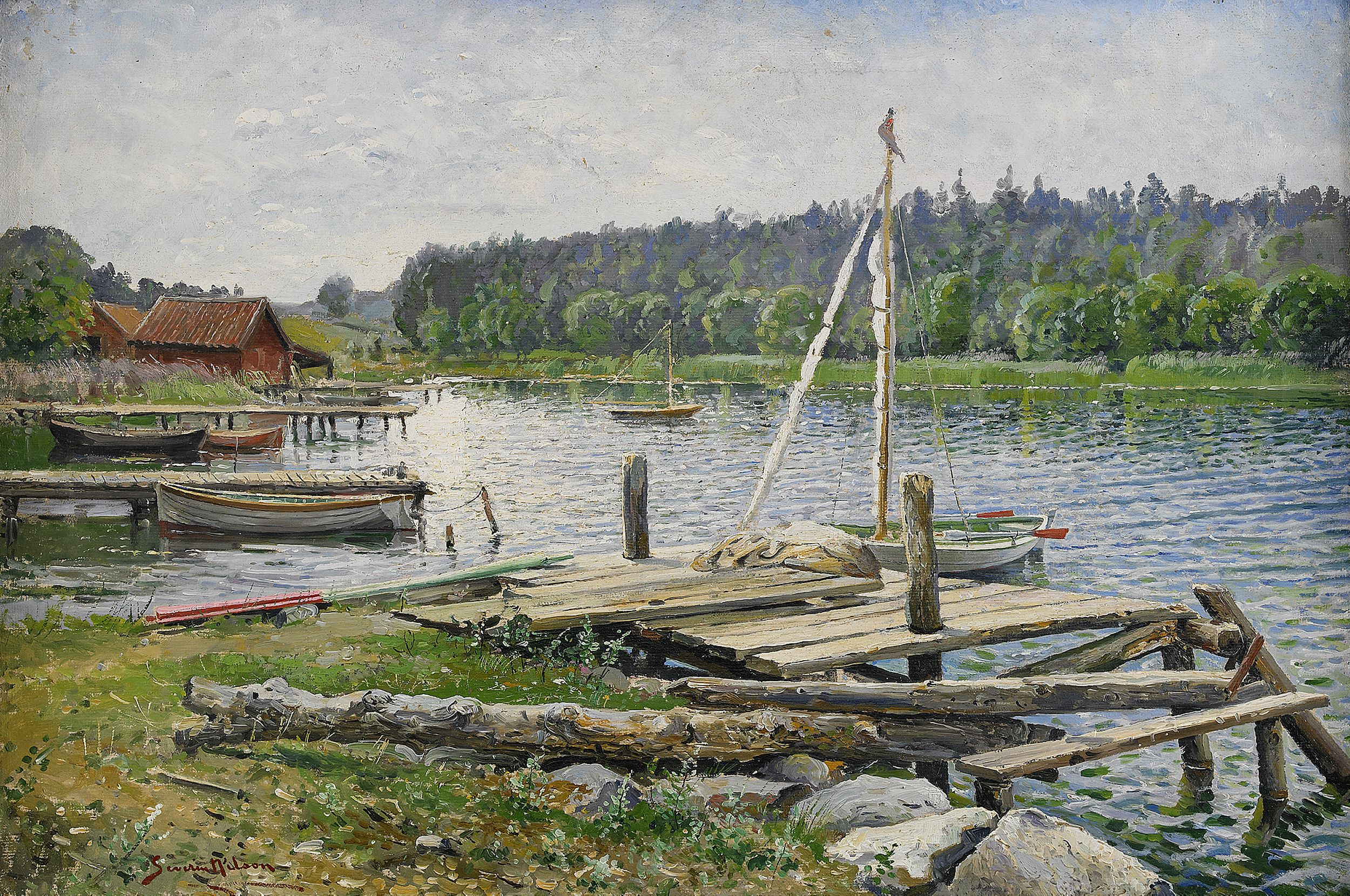
Skärgårdsmotiv

- Wikimedia Commons har media som rör Severin Nilson.